# Medalha Bem-Estar Público
A Medalha Bem-Estar Público (em inglês:  Public Welfare Medal) é concedida pela Academia Nacional de Ciências dos Estados Unidos "em reconhecimento a contribuições de destaque na aplicação da ciência para o bem-estar público." É a mais prestigiosa condecoração conferida pela Academia. Concedida pela primeira vez em 1914, a partir de 1976 a medalha passou a ser concedida anualmente.

## Laureados[1]
- 1914: George Washington Goethals e William Crawford Gorgas
- 1916: Cleveland Abbe e Gifford Pinchot
- 1917: Samuel Wesley Stratton
- 1920: Herbert Hoover
- 1921: Charles Wardell Stiles
- 1928: Charles Value Chapin
- 1930: Stephen Mather
- 1931: Wickliffe Rose
- 1932: William Hallock Park
- 1933: David Fairchild
- 1934: August Vollmer
- 1935: Hugh Smith Cumming e Frederick Fuller Russell
- 1937: Willis Rodney Whitney
- 1939: John Edgar Hoover
- 1943: John D. Rockefeller, Jr.
- 1945: Vannevar Bush
- 1947: Karl Taylor Compton
- 1948: George Harrison Shull
- 1951: David Lilienthal
- 1956: James Rhyne Killian
- 1957: Warren Weaver
- 1958: Henry A. Moe
- 1959: Jimmy Doolittle
- 1960: Alan Tower Waterman
- 1962: James Augustine Shannon
- 1963: J. G. Harrar
- 1964: Detlev Bronk
- 1966: John William Gardner
- 1969: Joseph Lister Hill
- 1972: Leonard Carmichael
- 1976: Emilio Daddario
- 1977: Leona Baumgartner
- 1978: Donald Henderson
- 1979: Cecil Howard Green e Ida M. Green
- 1980: Walter Seager Sullivan
- 1981: Russell Errol Train
- 1982: Paul Grant Rogers
- 1983: Mina Rees
- 1984: Theodore Hesburgh
- 1985: Isidor Isaac Rabi
- 1986: William D. Carey
- 1987: Dale R. Corson
- 1988: John Edward Sawyer
- 1989: David Packard
- 1990: Charles Everett Koop
- 1991: Victor Weisskopf
- 1992: Philip Abelson
- 1993: Jerome Wiesner
- 1994: Carl Sagan
- 1995: Harold Amos
- 1996: William T. Golden
- 1997: George W. Thorn
- 1998: David A. Hamburg
- 1999: Arnold Orville Beckman
- 2000: Gilbert Fowler White
- 2001: David Aaron Kessler
- 2002: Norman Borlaug
- 2003: Shirley M. Malcom
- 2004: Maurice Strong
- 2005: William Foege
- 2006: Norman Ralph Augustine
- 2007: Maxine Singer
- 2008: Norman P. Neureiter
- 2009: Neal Francis Lane
- 2010: Eugenie Scott
- 2011: Ismail Serageldin
- 2012: Harold Tafler Shapiro
- 2013: Bill Gates e Melinda Gates
- 2014: John Porter
- 2015: Neil deGrasse Tyson
- 2016: Alan Alda
- 2017: Jane Lubchenco